# Compsaditha aburi
Compsaditha aburi är en spindeldjursart som beskrevs av Chamberlin och R.V. Chamberlin 1945. Compsaditha aburi ingår i släktet Compsaditha och familjen Tridenchthoniidae. Inga underarter finns listade i Catalogue of Life.